# SENAF
El Sistema Electrònic de Negociació d'Actius Financers (SENAF) és la plataforma de negociació de Lletres, Bons i Obligacions de Deute Públic espanyola. El sistema va començar a operar al juny de 1999. El 2001 es va integrar, al costat de MEFF i AIAF, en MEFF AIAF SENAF Holding de Mercados Financieros, S.A. per a beneficiar-se de sinergies entre els diferents mercats i optimitzar mitjans. Aquest grup està al seu torn integrat en el holding Bolsas y Mercados Españoles.